# ゆいとさくらの てぃあらじ 番外編
ゆいとさくらの てぃあらじ 番外編とは『true tears』関連のラジオ番組である。
2006年11月からは『優奈と恵里奈のてぃあらじ〜pure album〜』に変更。さらに『ラクリマプレゼンツ 優奈と恵里奈のてぃあらじNEXT 番外編』に変更された。 

## 概要
- アニスタ.TV、第2, 4金曜日配信（2006年6月8日 - 2007年9月28日）

## パーソナリティ
- 伊月ゆい・野川さくら（2006年6月8日 - 10月27日）
- 稲村優奈・中山恵里奈（2006年11月10日 - 2007年9月28日）

## コーナー
フツオタ
普通のお便りを紹介するコーナー
てぃあらじ反省会
ゲストの気持ちになりましょう

## ゲスト
| 配信回 | ゲスト出演者 | 備考 |
| ------ | ------------ | ---- |
| 第11回 | 武田梓       |      |
| 第12回 | 奥ノ矢佳奈   |      |
| 第15回 | 田中りこ     |      |